# VINCI
VINCI, nekada Société Générale d'Entreprises (SGE), druga je najveća svjetska tvrtka u koncesijskoj i građevinskoj industriji i zapošljava 222.397 ljudi širom svijeta. Vincijeve su aktivnosti organizirane u pet poslovnih centara: Vinci Autoroutes, Vinci Concesions, Vinci Energies, Eurovia i Vinci Construction. U 2019. godini tvrtka je prisutna u više od 100 zemalja, a njen promet u 2019. godini iznosi 48,053 milijarde eura.

## Vanjske poveznice
- Vinci Group